# 黎年
黎年，GBS，JP（1951年6月3日—），香港前申訴專員、前財經事務及庫務局常任秘書長（庫務），現於香港大學社會科學學院擔任實務教授。

## 簡介
黎年早年就讀孔教學院大成中學（1964年起入讀，1969年中五畢業），分別於1974年及1982年取得香港大學歷史學系學士（二級榮譽甲等）及公共行政碩士學位，與其同年畢業的有前公務員事務局局長俞宗怡，以及前食物及衛生局常任秘書長（衛生）李淑儀。他於1974年6月加入香港政府任職司法書記及行政主任，於1976年10月加入政務職系，於2001年8月晉升至首長級甲一級政務官。先後服務於多個香港政府部門，包括前新界民政署、前民政署、前行政立法兩局非官守議員辦事處、廉政公署、前貿易署及前布政司辦公室轄下行政署及財政科。
- 1984年5月至1987年3月：借調廉政專員公署，出任社區關係處助理處長
- 1991年7月至1993年4月：出任貿易署副署長
- 1993年4月至1995年1月：出任副行政署長
- 1995年3月至1995年5月：任政務主任遴選委員會副主席
- 1995年5月至1996年5月：副庫務司
- 1996年7月至1999年7月：工業貿易署署長
- 1999年7月至2002年6月：廉政專員
- 2002年7月至2007年11月：財經事務及庫務局常任秘書長（庫務）
- 2009年4月至2014年4月：申訴專員

### 申訴專員期間
黎年於擔任申訴專員期間，任內曾檢討《檔案法》立法，他認為認盡快進行立法，他批評香港法律改革委員會過於保守。

## 榮譽
- 金紫荊星章（2003年）
- 非官守太平紳士（2009年）

## 外部連結
- 新聞資訊（页面存档备份，存于） 香港政府資訊網， 修訂日期 : 2007年6月25日
- Professor Alan N LAI（页面存档备份，存于） 香港大學

| 官衔            | 官衔                                  | 官衔          |
| --------------- | ------------------------------------- | ------------- |
| 前任： 任關佩英 | 廉政專員 1999年7月15日－2002年6月30日 | 繼任： 李少光 |